# Ronald Pfumbidzai
Ronald Pfumbidzai (Harare, 25 dicembre 1994) è un calciatore zimbabwese, difensore del Scottland e della nazionale zimbabwese.

## Carriera

### Club
Ha giocato nei campionati zimbabwese, danese e sudafricano.

### Nazionale
Ha fatto il suo debutto per la nazionale maggiore nel 2014.